# Оріхове озеро (Ратнівський район)
Оріхове озеро — озеро на північному сході Ратнівського району Волиньської області в Україні. Відноситься до басейну річки Західний Буг. Площа водного дзеркала — 5.5 км². Довжина 3.9 км (Пн-Пн-Сх—Пд-Пд-Зх), ширина 2.1 км (Пн-Зх-Зх—Пд-Пд-Сх). Глибина до 3.6 метрів. Об'єм озера 5 709 тис м³.
Береги низькі. Дно вкрите шаром сапропелю. Живлення поверхневими стоками. Використовується з метою рибальства. 
З південно-східного боку в озеро впадає меліоративний Турський канал, що несе свої води від Турського озера. З північного боку з озера витікає Оріхівський канал, через 700 метрів вливається до невеличкого озера Оріховець, а далі несе свої води територією Берестейської області Білорусі до Дніпро-Бузький каналу, який сполучений з річкою Мухавець, що є правою притокою Західного Бугу. 

## Навколишня місцевість
Навколишні села: Самари-Оріхівська сільська рада: село Мале Оріхове на північний захід, село Самари-Оріхові на захід; Межиситівська сільська рада: село Межисить на південний схід, Залисиця на північний схід. З північно-східного та північного боку за 2.3—3.3 км пролягає державний кордон між Україною та Білоруссю. 
З південного та східного боків заболочена місцина, відділена від озера береговими валами.  З південного та північно-східного боку ліси. За сімсот метрів на північ озерця Оріховець та Засвяття. 
На відстані менше кілометра на схід від узбережжя озера проходить вододіл поміж басейнами річки Західний Буг (басейн Балтійського моря) та річки Прип'ять (басейн Чорного моря). 
Турський канал, що скидає надлишок води з Турського озера, є першим меліоративним каналом у тогочасній Волинській губернії, був проритий наприкінці XIX століття. Тоді ж почалися роботи над Оріхівським каналом, проте завершилися лише в 1960-х роках. 